# Pháo kích Kagoshima
Pháo kích Kagoshima, còn gọi là Chiến tranh Anh-Satsuma (薩英戦争 (Tát-Anh chiến tranh) Satsu-Ei Sensō), là một trận chiến giữa Anh và phiên Satsuma ở Kagoshima từ ngày 15 đến ngày 17 tháng 8 năm 1863. Người Anh đang cố gắng lấy tiền bồi thường và hợp pháp công lý từ  daimyō phiên Satsuma vì sự kiện Namamugi năm 1862, khi các tàu của Hải quân Hoàng gia Anh bị bắn trả từ các khẩu đội pháo ven biển gần Kagoshima. Người Anh tiến hành pháo kích thành phố để trả đũa và đẩy lùi quân Satsuma, nhưng không thể đánh bại họ và cuối cùng phải rút lui hai ngày sau đó. Satsuma tuyên bố chiến thắng và sau khi đàm phán đã đáp ứng một số yêu cầu của Anh đối với biến cố Namamugi, khiến cho sau khi chiến tranh kết thúc, hai bên lại tạo được mối liên hệ mật thiết.

## Bối cảnh

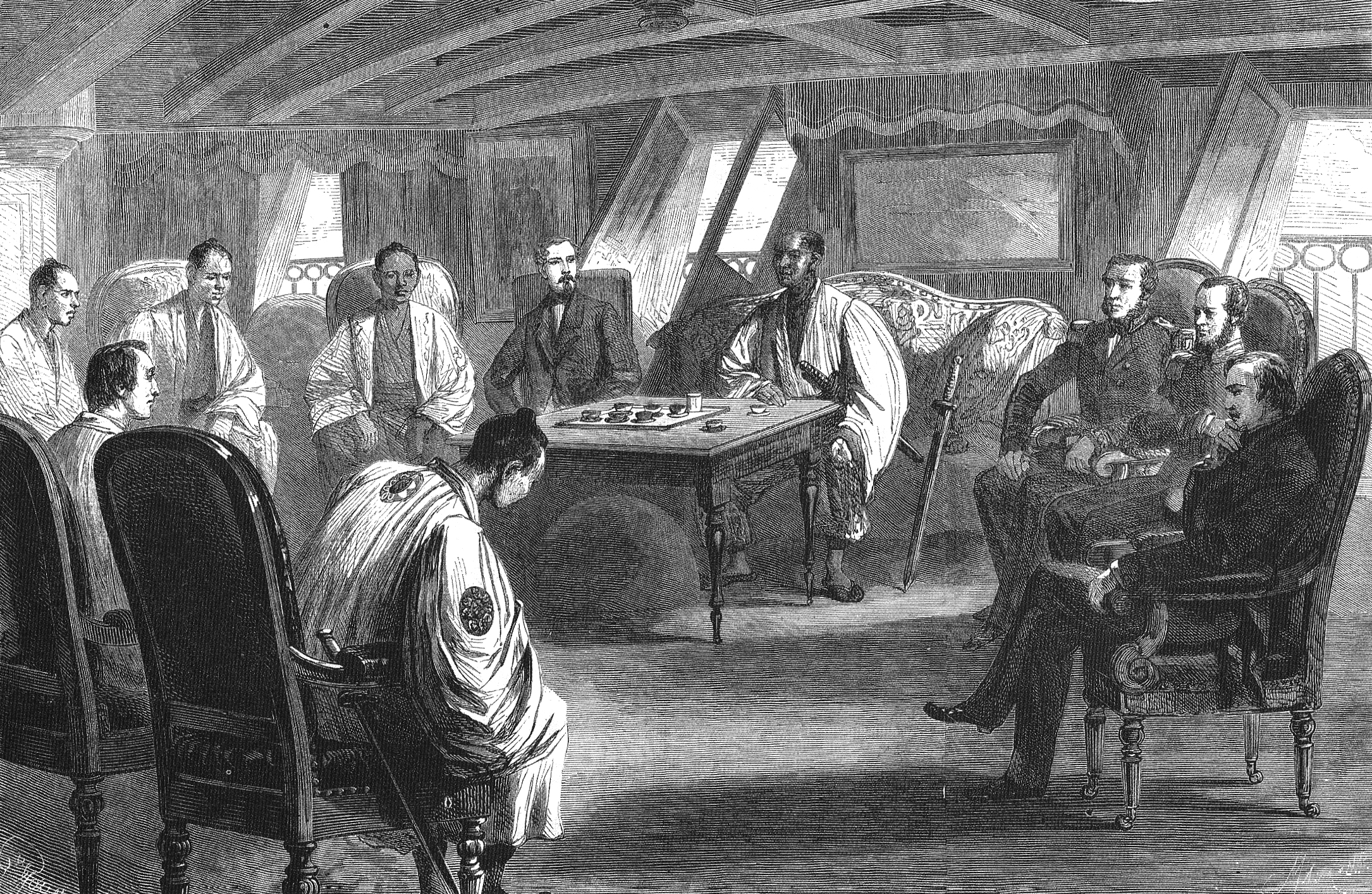
Cuộc dàn xếp ban đầu giữa Mạc phủ và các cường quốc Châu Âu, trên tàu chiến của Hải quân Pháp Sémiramis, ngày 2 tháng 7 năm 1863. Chính giữa: đại diện Mạc phủ Saikai Hida-No-Kami Daimyō, bên trái là Duchesne de Bellecourt, Công sứ Pháp tại Nhật Bản, bên phải ông là, Trung tá Neale, đại diện của Vương quốc Anh, Đô đốc Jaurès và Đô đốc Kuper RN.

Ngày 14 tháng 9 năm 1862, Sự kiện Namamugi xảy ra khi một thương gia người Anh, Charles Lennox Richardson cưỡi ngựa làm ngáng đường đoàn kiệu của lãnh chúa, bỏ qua những lời cảnh báo và cuối cùng bị giết bởi tùy tùng có vũ trang của Shimazu Hisamitsu, cha và là nhiếp chính của Shimazu Tadayoshi, daimyō phiên Satsuma. Được biết, Richardson đã không nhường nhịn đoàn tùy tùng của Shimazu khi đang đi trên con đường gần Kawasaki, và sau đó bị giết theo tập tục Kiri-sute gomen – samurai có quyền giết những kẻ thuộc tầng lớp thấp hơn vì cho rằng không được tôn trọng. Cái chết của Richardson gây ra sự phẫn nộ từ người châu Âu vì đã vi phạm đặc quyền ngoại giao mà họ được hưởng theo các điều khoản của Hiệp ước bất bình đẳng. Trung tá Edward St. John Neale, Đại biện của Anh, đã đề nghị Mạc phủ một lời xin lỗi và một khoản bồi thường khổng lồ 100.000 bảng Anh (440.000 đô la bạc Mexico), tương đương với khoảng 1/3 trong tổng thu nhập của Mạc phủ trong một năm. Neale tiếp tục đe dọa nã pháo vào Edo, đô thành của nhà Tokugawa, nếu việc thanh toán không được thực hiện. Anh cũng đòi phiên Satsuma bắt giữ và đưa ra xét xử thủ phạm gây ra cái chết của Richardson, đồng thời bồi thường 25.000 bảng Anh cho các nạn nhân còn sống và người thân của Richardson.
Mạc phủ dưới sự lãnh đạo của Ogasawara Nagamichi, nắm quyền cai quản khi Tướng quân Tokugawa Iemochi vắng mặt do đang lưu lại kinh thành Kyoto. Mong muốn tránh rắc rối với các cường quốc châu Âu, Ogasawara đã đàm phán với Pháp và Anh vào ngày 2 tháng 7 năm 1863, trên tàu chiến Sémiramis của Pháp, xin lỗi và đền bù cho các nhà chức trách Anh. Tham gia dàn xếp có các đại diện chính trị và hải quân của Pháp và Anh thời bấy giờ: Gustave Duchesne de Bellecourt Công sứ Pháp tại Nhật Bản, Trung tá Neale Đại biện Vương quốc Anh, Đô đốc Jaurès và Đô đốc Kuper.
Phía Satsuma từ chối xin lỗi, bồi thường 25.000 bảng Anh mà người Anh yêu cầu, hoặc kết tội và xử tử hai samurai chịu trách nhiệm về vụ giết người, cho rằng việc thiếu tôn trọng daimyō thường bị trừng phạt bằng cái chết ngay lập tức của những người thể hiện sự bất kính. Về mặt pháp lý, khiếu nại của họ bị cho là không hợp lệ, vì người nước ngoài ở Nhật Bản được hưởng lợi từ đặc quyền ngoại giao do Nhật Bản miễn cưỡng chấp nhận các hiệp ước bất bình đẳng với châu Âu. Luật tục Nhật Bản thường không áp dụng cho người nước ngoài, nhưng về mặt chính trị, Satsuma cảm thấy không thể được coi là tuân theo các yêu cầu của châu Âu trong bối cảnh chống nước ngoài tại Nhật Bản vào thời điểm đó. Người Anh muốn đưa ra quan điểm chống lại làn sóng nhương di ở Nhật Bản. Những rắc rối nhương di khác cũng xảy ra trên khắp đất nước cùng lúc, được củng cố bởi "Sắc chiếu nhương di" năm 1863 của Thiên hoàng Kōmei. Các cường quốc châu Âu đã chọn phản ứng quân sự với những hành động như vậy: Eo biển Shimonoseki đã chứng kiến các cuộc tấn công vào các tàu Mỹ, Hà Lan và Pháp đi qua, mỗi tàu đều mang lại đòn trả đũa từ các nước đó, với tàu khu trục nhỏ USS Wyoming của Mỹ dưới sự chỉ huy của Thuyền trưởng McDougal, tàu chiến Hà Lan Medusa dưới sự chỉ huy của Thuyền trưởng François de Casembroot, và hai tàu chiến của Pháp là Tancrède và Dupleix dưới sự chỉ huy của Thuyền trưởng Benjamin Jaurès đã tập kích vào đất liền. Cuối cùng, vào ngày 14 tháng 8, một hạm đội đa quốc gia dưới sự chỉ huy của Đô đốc Kuper và Hải quân Hoàng gia Anh đã bắt đầu pháo kích Shimonoseki để ngăn chặn các cuộc tấn công tiếp theo vào lộ trình phía Tây ở đó. Cuộc tác chiến của hạm đội Mỹ-Âu chống lại quân Nhật đã thành công.

## Diễn biến

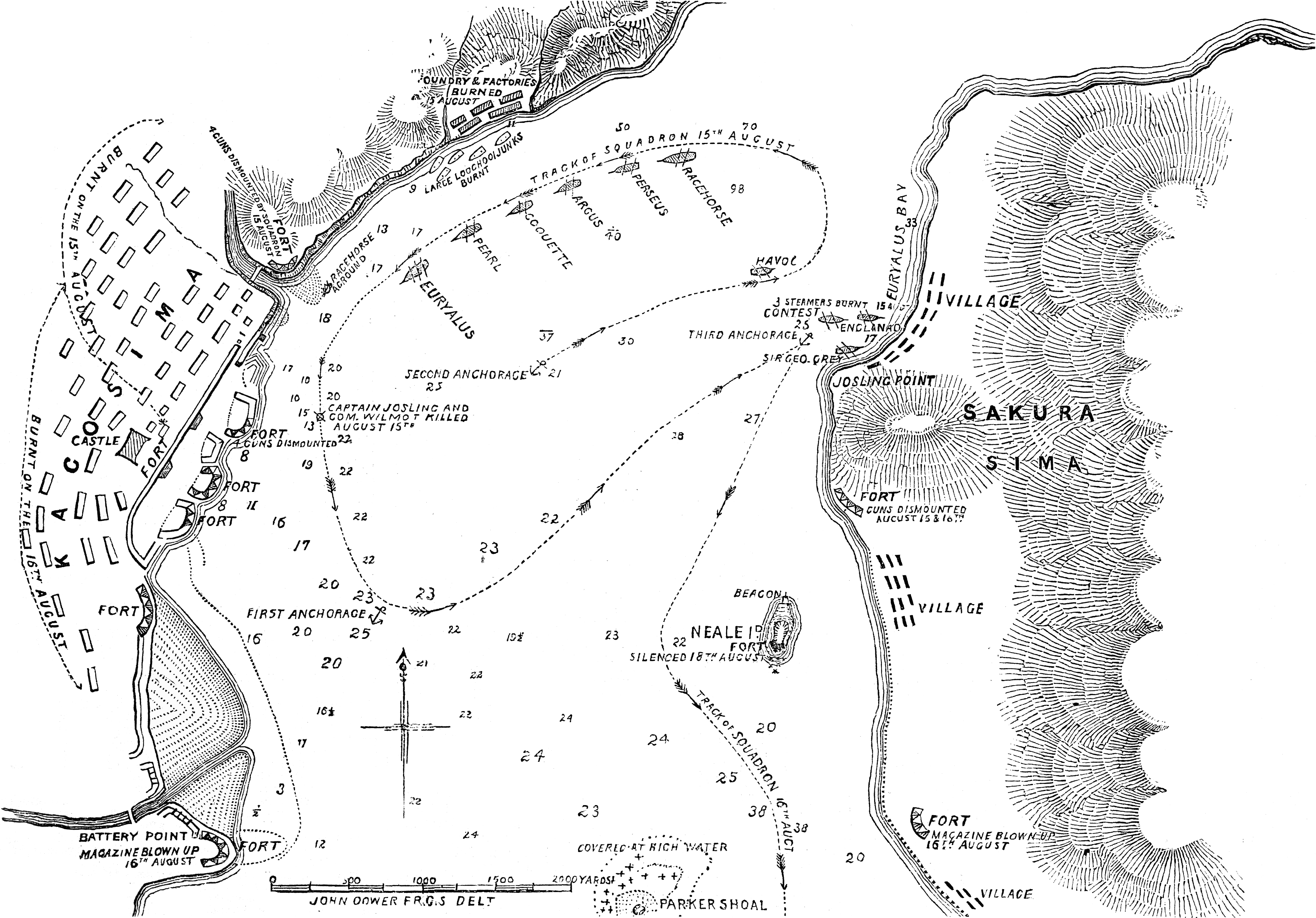
Bản đồ cuộc pháo kích Kagoshima

Thời hạn đã hết, và ngoại giao nhường chỗ cho cưỡng chế. Quyết định gây áp lực lên Satsuma, chỉ huy Hải quân Hoàng gia đã bắt giữ ba tàu buôn hơi nước do nước ngoài đóng (Sir George Grey, Contest, England, với tổng giá trị khoảng 300.000 đô la/200.000 bảng Anh hoặc 128.000.000 GB trong năm 2011) thuộc về Satsuma đang neo đậu ở cảng Kagoshima, để sử dụng chúng như một công cụ thương lượng. Chọn thời điểm đúng lúc, ngay khi một cơn bão bắt đầu, quân Satsuma trên bờ đã trút giận bằng cách bắn những phát đại bác đạn tròn vào tàu Anh. Bị bất ngờ trước sự thù địch, hạm đội Anh đã đáp trả bằng cách cướp phá đầu tiên và sau đó phóng hỏa ba tàu hơi nước bị bắt (trước sự phẫn nộ của các thủy thủ Anh, do vậy bị tước tiền thưởng). Sau gần hai giờ chuẩn bị sẵn sàng (họ không mong đợi hoặc có ý định trao đổi hỏa lực với Satsuma), một trận tuyến được hình thành, đi dọc theo bờ biển Kagoshima và bắn đạn đại bác và đạn tròn. Một trong những tàu chiến của Anh, pháo hạm Havoc, đã đốt cháy 5 chiếc thuyền buồm của thương buôn Lưu Cầu.
Cuộc pháo kích của hải quân đã cướp đi sinh mạng của 5 người dân ở Satsuma (thành phố đã được sơ tán để đề phòng xung đột), và 13 sinh mạng của người Anh (bao gồm cả Đại úy Josling của kỳ hạm Anh Euryalus, và phó chỉ huy Trung tá Hải quân Wilmot, cả hai đều bị thiệt mạng bởi cùng một khẩu súng thần công). Thiệt hại về vật chất là đáng kể, với khoảng 500 ngôi nhà bằng gỗ và giấy bị cháy ở Kagoshima (khoảng 5% khu vực thành thị của Kagoshima), sứ quán Lưu Cầu bị phá hủy, ba tàu hơi nước Satsuma và năm chiếc thuyền buồm Lưu Cầu bị phá hủy. Quân Satsuma từ từ bị đẩy lùi; tuy nhiên thực tế là người Anh không mong đợi sự kháng cự vũ trang như vậy có nghĩa là các tàu của họ thiếu lương thực và đạn dược, buộc hải quân Anh phải rút lui sớm. Cuộc chạm trán đã cứu nguy cho Satsuma, và thậm chí còn được phía Nhật Bản tuyên bố là một chiến thắng, xét về số lượng thương vong tương đối. Các tàu của Anh không đổ bộ quân hoặc chiếm giữ đại bác (điều này có thể báo hiệu sự thất bại tuyệt đối của Satsuma), Kuper quyết định chỉ cần như vậy là đủ.

## Hậu quả

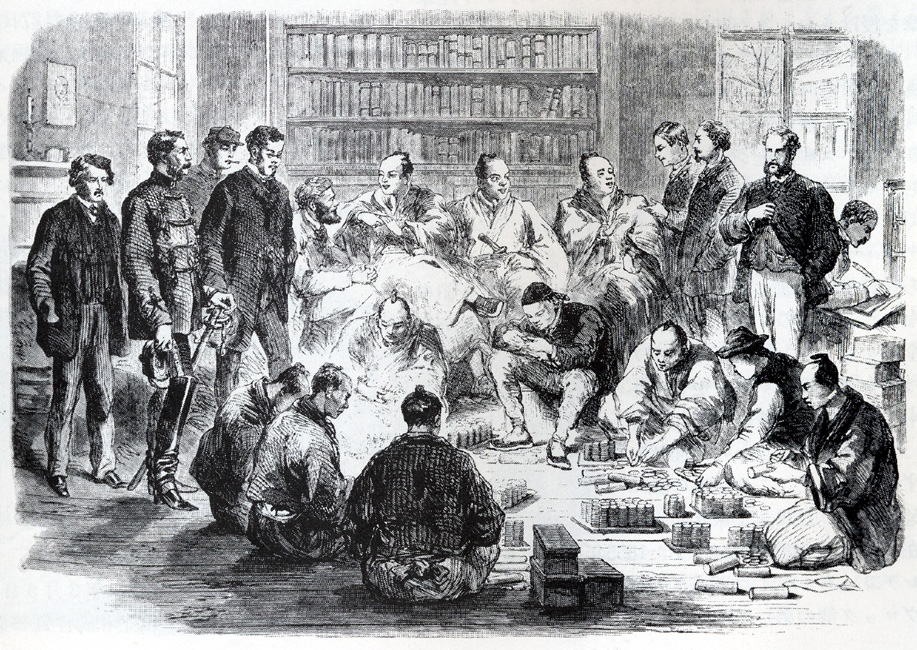
Việc thanh toán tiền bồi thường của Satsuma.

Tuy nhiên, Satsuma sau đó đã thương lượng và trả 25.000 bảng Anh (số tiền mà họ đã vay từ Mạc phủ và không bao giờ hoàn trả, do sự sụp đổ của Mạc phủ vào năm 1869 và sự thay thế của nó bởi chính quyền Minh Trị). Họ không bao giờ giao nộp hoặc xác minh những kẻ giết Richardson, nhưng mặc dù vậy, sự đền bù nhận được là đủ để Anh đạt được thỏa thuận cung cấp tàu chiến hơi nước cho Satsuma.
Cuộc xung đột thực sự trở thành điểm khởi đầu của mối quan hệ thân thiết giữa Satsuma và Anh, hai nước trở thành đồng minh chính trong Chiến tranh Boshin sau đó. Ngay từ đầu, phiên Satsuma nhìn chung đã ủng hộ việc mở cửa và hiện đại hóa Nhật Bản. Mặc dù sự kiện Namamugi là không may, nó không phải là đặc điểm của chính sách của Satsuma, và được coi là một ví dụ về lập trường Tôn vương Nhương di chống ngoại bang, như một sự biện minh cho sự phô trương vũ lực mạnh mẽ của châu Âu.
Một chú thích lịch sử thú vị cho sự việc này là chàng thiếu niên Tōgō Heihachirō đang điều khiển một trong những khẩu pháo được sử dụng để bảo vệ cảng, và cho rằng chính nhờ vậy đã biến sự nghiệp tương lai của ông là người đứng đầu và là "cha đẻ" của Hải quân Đế quốc Nhật Bản cho đến tận ngày nay.